# Oligoclada crocogaster
Oligoclada crocogaster är en trollsländeart som beskrevs av Borror 1931. Oligoclada crocogaster ingår i släktet Oligoclada och familjen segeltrollsländor. Inga underarter finns listade i Catalogue of Life.